# Университет Джона Ф. Кеннеди
Университет Джона Ф. Кеннеди (англ. John F. Kennedy University) — частный университет, расположенный в Калифорнии.

## Классификация Карнеги
По классификации вузов Карнеги является магистерским университетом. По профилю бакалавриата это университет с высоким уровнем частичной занятости (PT4), ориентированный на Arts и Science, часть студентов получают образование по обоим профилям. Бакалаврские программы ориентированы на правоведение. По профилю докторских программ классифицируется как S-Doc/Other, докторские степени (Ph.D.) выдаются в психологии. По профилю зачисления университет преимущественно последипломный/профессиональный (MGP), очень маленький четырёхгодичный (VS4), преимущественно нерезидентский (NR).

## История и современность
Создан в 1964 году в целях предоставления возможности получить инновационное высшее образование. В 1977 году университет получил аккредитацию в одном из шести академических органов, ответственных за аккредитацию в образовательной системе США — Western Association of Schools and Colleges (WASC)
Данные о численности обучающихся разнятся. По данным справочника U.S. University Directory, в университете обучается в общей сложности около 1600 студентов. По данным аккредитационной комиссии WASC, в университете 65 студентов на бакалаврских программах и 717 — на последипломных (то есть магистерских, докторских и программах повышения квалификации).
В университете 40 преподавателей на полной ставке и 223 преподавателя работает по совместительству.
В апреле 2009 года Университет Джона Ф. Кеннеди получил статус филиала Национального Университета, сохранив при этом своё название, идентичность и аккредитацию как независимый университет.